# Dušan Pařízek
Dušan Pařízek (* 10. srpna 1971, Brno, Československo) je český divadelní režisér. Do povědomí publika se zapsal především jako ředitel Divadla Komedie a hlavní režisér souboru Pražského Komorního Divadla, který řídil od roku 2002 do roku 2012. Pařízek do České republiky přinesl díla současných středoevropských dramatiků jako například Thomase Bernharda, Wernera Schwaba, George Taboriho či Elfriede Jelinekové. Po odchodu z Prahy se Pařízek uvedl v Curychu moderně zpracovaným Faustem a jedna z jeho posledních her Směšná samota opanovala několik německých divadelních cen.

## Život
Vystudoval divadelní vědu v Německu a poté pražskou DAMU. V roce 1997 inscenoval pro Divadlo Na zábradlí hru Wernera Schwaba Prezidentky a poté několik dalších her téhož autora. V letech 2002–2012 působil jako ředitel a kmenový režisér pražského Divadla Komedie.
Jeho matka je stavební inženýrka, otec vystupoval jako mim v Malé pantomimě brněnské Reduty. V roce 1968 mu komunistický režim zakázal pracovat v tuzemsku, ale výměnou za odevzdávání honorářů jej nechal jezdit po zahraničních festivalech. Cestovat musel vždy sám, rodina na otce čekala ve Zlíně u rodičů matky Dušana D. Pařízka. To se změnilo v první polovině sedmdesátých let, kdy patrně díky byrokratické chybě nebyla z výjezdní doložky vyškrtnuta manželka ani syn. Rodina se stěhovala po svobodné části střední Evropy. Nejprve bydleli ve Vídni, poté v Dortmundu a Stuttgartu. Do Prahy se vrátil v první polovině devadesátých let.

## Umělecká tvorba
Ovlivnila jej německá divadelní reforma „regietheater“ probíhající v sedmdesátých a osmdesátých letech, jenž definovala podobu angažovaného a politického divadla. V Praze spolupracoval s Janem Grossmanem, Divadlem Na zábradlí a Čihoherním klubem. V Komedii se mu podařilo vybudovat svébytnou divadelní scénu, na které vyrostla řada excelentních herců, mezi které se řadí Martin Finger, Ivana Uhlířová, Martin Pechlát, Roman Zach nebo Stanislav Majer.
Pařízek se ve své tvorbě nevyhýbá kritice konzumní společnosti a konfrontaci elit. Často se při tom opíral o texty Petera Handkeho, Wernera Schwaba nebo Rainera W. Fassbindera. Kontroverzi vyvolala například inscenace Antiklimax nebo hra Odpad, město, smrt. Činnost jeho působení v Divadle Komedie symbolicky ukončila hra Hodina, ve které jsme o sobě nevěděli.
Následně vyvolala značný zájem jeho inscenace hry Zahradní slavnost Václava Havla v Národním divadle v Praze. V zahraničí působil zejména v německy mluvících zemích, např. v divadlech v Darmstadtu, Kolíně nad Rýnem, v Curychu, Düsseldorfu, v Brémách či ve Vídni. Jeho inscenace Směšná temnota získala v roce 2015 řadu ocenění časopisu Theater heute - inscenace roku, text roku, nejlepší scénografie a za herecký výkon byla oceněna Stefanie Reinsperger v hlavní roli.
Poslední hra, kterou Pařízek do České republiky přivezl se jmenuje Kauza Schwejk\Der Fall Švejk.

## Režírované inscenace
- Hodina, ve které jsme o sobě nevěděli (Peter Handke) (Divadlo Komedie)[5]
- Proces (Franz Kafka) (Divadlo Komedie)
- Světanápravce (Thomas Bernhard) (Divadlo Komedie)
- Odpad, město, smrt (Rainer W. Fassbinder) (Divadlo Komedie)
- Podzemní Blues (Peter Handke) (Divadlo Komedie)
- Spílání Publiku (Peter Handke) (Divadlo Komedie)
- Nadváha, neforemnost: Nedůležité (Werner Schwab)
- Antiklimax (Wener Schwab)[5]
- Zahradní slavnost (Václav Havel) (Národní divadlo v Praze)
- Kauza Švejk (Studio hrdinů)
- Peer Gynt (na motivy Henrika Ibsena, Bochum)[6]
- Zdeněk Adamec + Sebeobviňování (Peter Handke)[7]
- Moskoviáda (Jurij Andruchovič) (Divadlo X10)
- Na západní frontě klid / Zelené koridory (Divadlo X10)[8]